# Must carry
Must carry eller vidaresändningsplikt är den plikt som kabel-tv-företag har att tillhandahålla vissa programtjänster utan extra kostnad till de hushåll som är anslutna till kabelnätet.

## Sverige
I Sverige regleras must carry av nionde kapitlet av Radio- och TV-lagen (RTL, SFS 1996:844). Sedan den 1 februari 2008 gäller vidaresändningsplikten för fyra programtjänster från "tillståndshavare vars verksamhet finansieras genom TV-avgifter" (public service) och distribueras digitalt. Kabel-tv-nät som använder "både analog och digital teknik" ska vidaresända minst två programtjänster från "tillståndshavare vars verksamhet finansieras genom TV-avgifter" (public service) i analog form.
I praktiken innebar det vid lagens ikraftträdande att vidaresändningsplikt i digital form gällde samtliga SVT:s och UR:s kanaler (SVT1, SVT2, SVT24 och Barnkanalen/Kunskapskanalen). För analog distribution omfattade vidaresändningsplikten bara SVT1 och SVT2. SVT och UR kompletterade dock med särskilda distributionsavtal med Com Hem, och detta gjorde att de även distribuerar SVT24 och Barn- och Kunskapskanalen analogt.
Den 18 januari 2010 bytte Kunskapskanalen och SVT24 plats så att Barnkanalen och SVT24 delar kanal och Kunskapskanalen har en egen kanal.
Utöver detta ska kabelnät som når fler än 100 bostäder upplåta utrymme till ett lokalt kabelsändarföretag (public access). I Sverige finns inom ett flertal kommuner de lokala Öppna Kanalen.
Den 1 februari 2008 upphörde vidaresändningsplikten för TV4, som tidigare omfattades av plikten.

## Danmark
I Danmark gäller must carry DR1, DR2, TV 2, SBS Net och vissa lokala stationer. För att kunna sända med must carry-status får inte kanalen ta betalt för sina sändningar (abonnemangsavgifter). TV 2 Zulu hade tidigare must carry-status, men förlorade denna eftersom man började ta betalt.